# Terra rossa

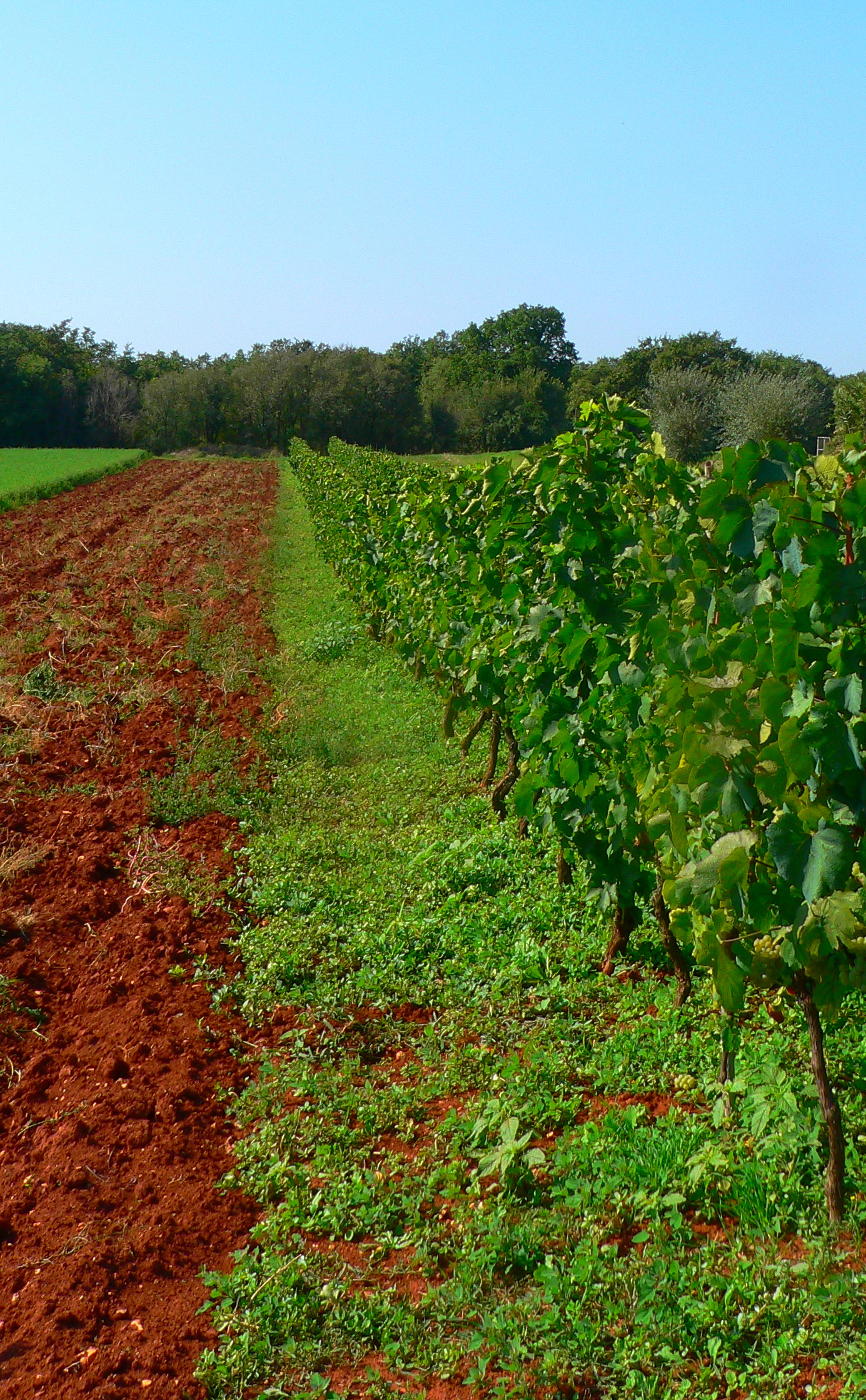
Terra rossa en un vinyar de Malvasia a Itàlia.

La terra rossa (que en italià vol dir 'terra vermella') és un tipus de sòl argilós de color vermellós produït per la meteorització química (dissolució) de les margues i de la roca calcària. És molt característic de climes mediterranis i és molt comú a Catalunya.
L'aigua de pluja, una mica àcida, dissol i s'endú el carbonat de calci de les margues i de la roca calcària i deixa l'argila (rica en òxids de ferro de color vermell) i altres compostos insolubles. El resultat és un sòl d'un color vermellós característic.
En comparació amb la majoria dels sòls argilosos, la terra rosa té característiques de drenatge sorprenentment bones. Això fa que sigui un tipus de sòl apreciat per a la producció de vi. Entre altres regions vinícoles, es troba a la Manxa a Espanya i a zones de l'interior d'Austràlia. A Mallorca rep el nom de terra de call vermell.

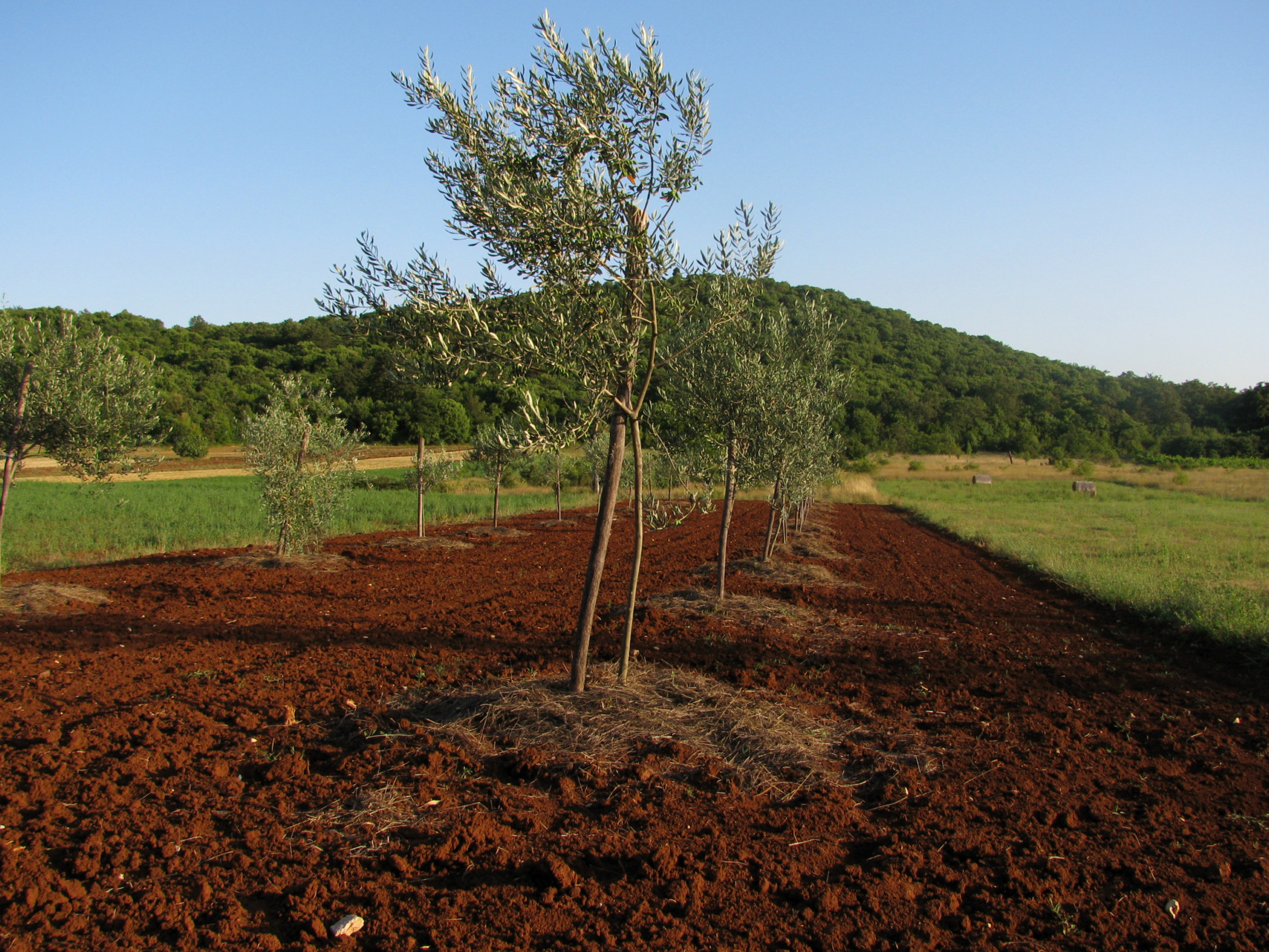
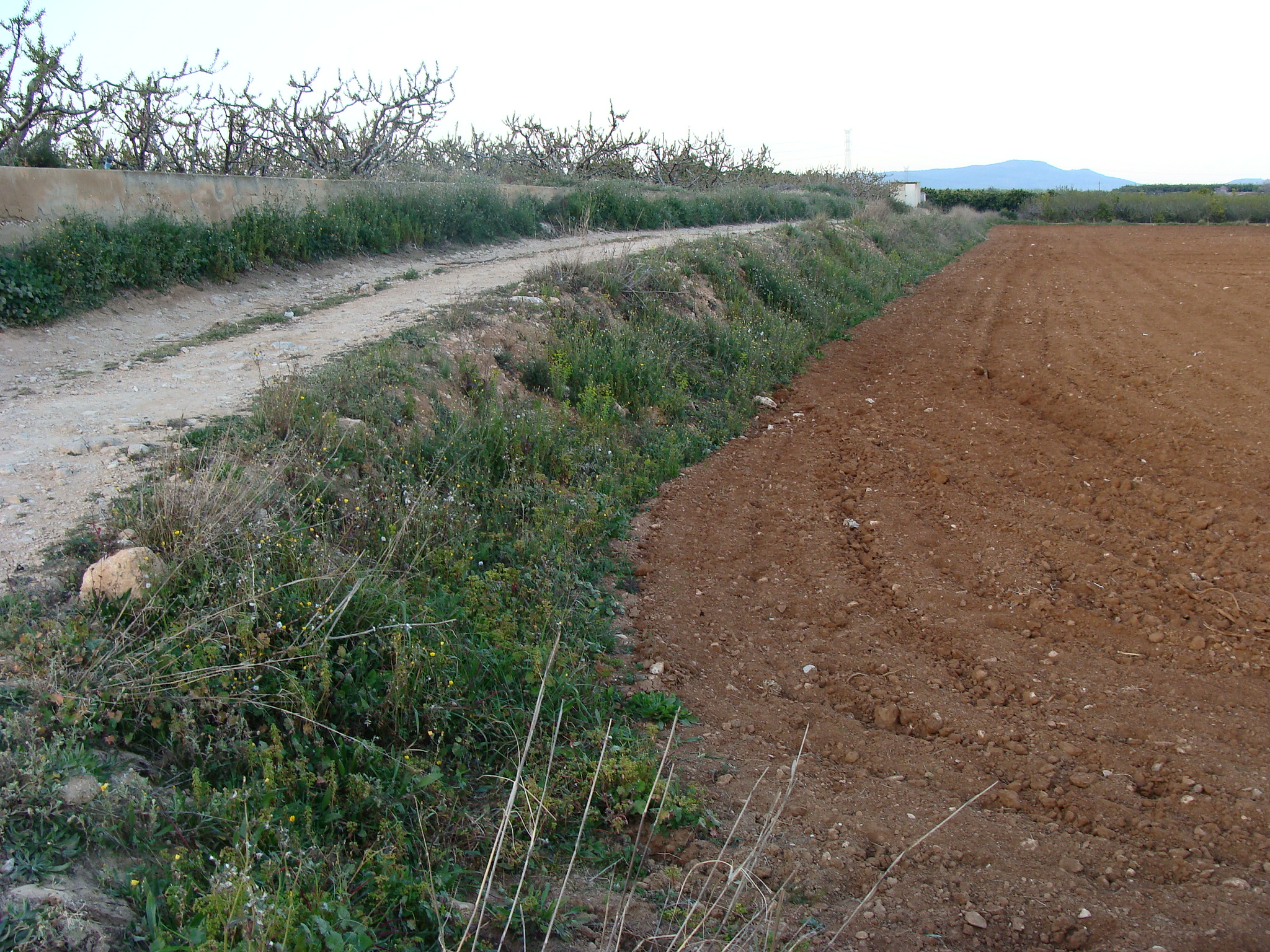
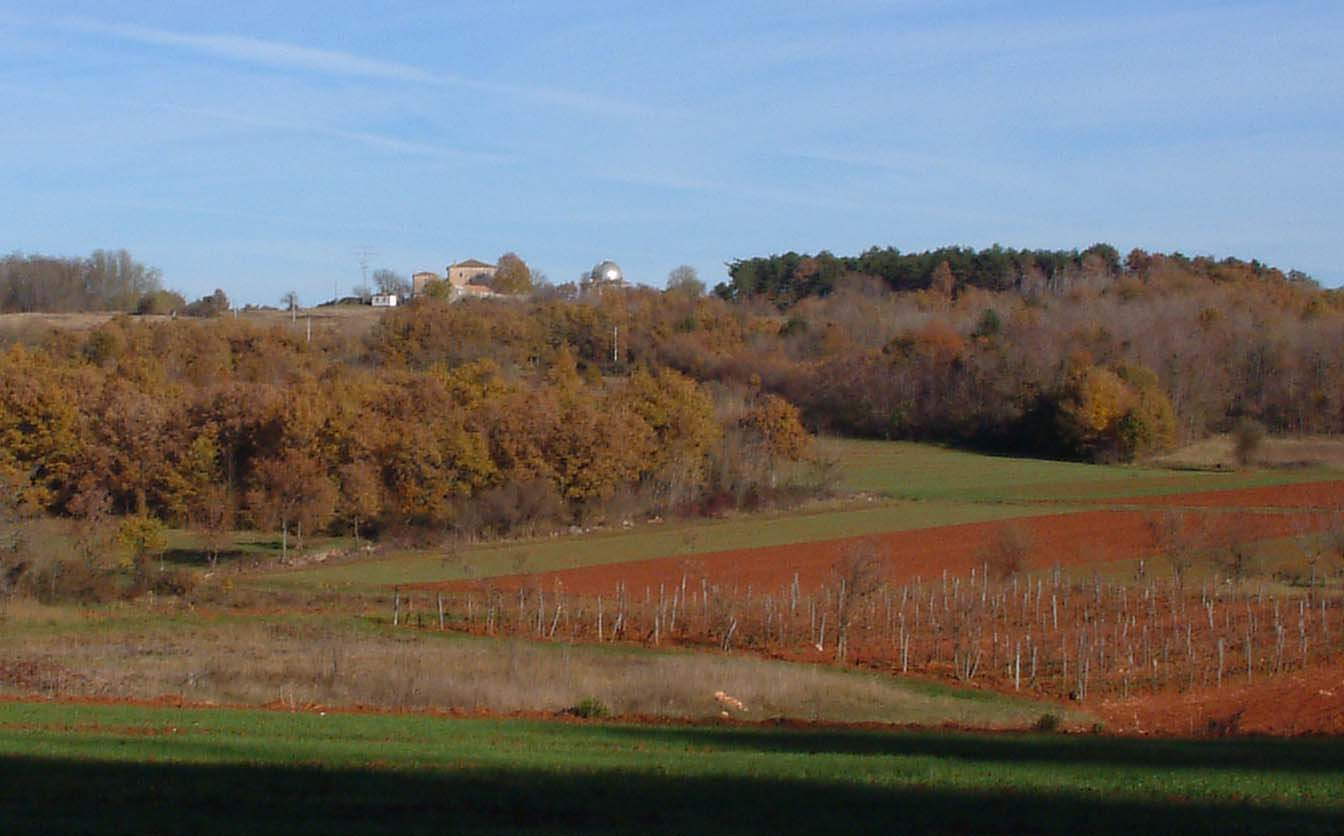
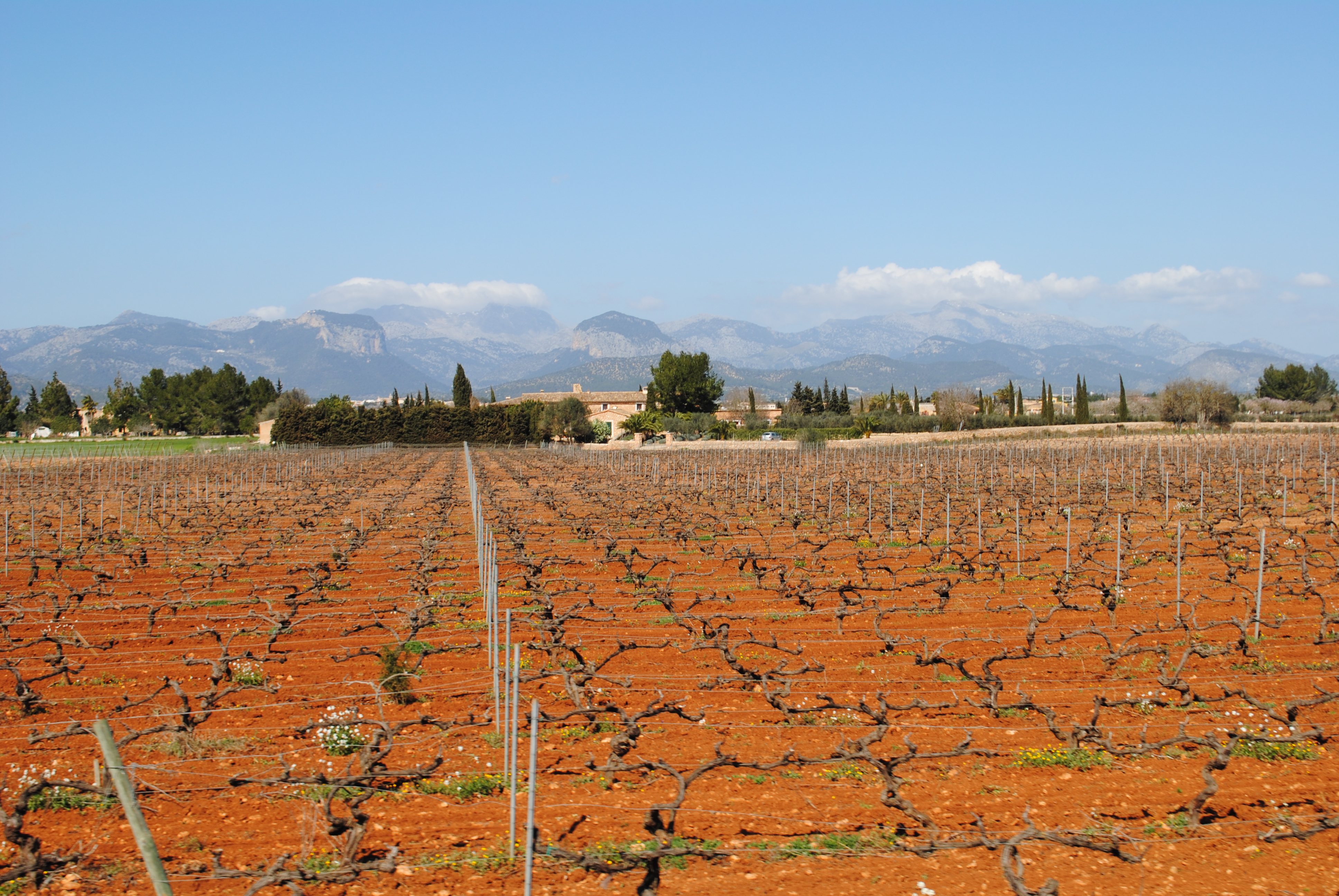